# Nippes (okręg administracyjny Kolonii)
Nippes, Köln-Nippes – okręg administracyjny (niem. Stadtbezirk) w Kolonii, w Niemczech, w kraju związkowym Nadrenia Północna-Westfalia. 
W skład okręgu administracyjnego wchodzi siedem dzielnic (Stadtteil):
1. Bilderstöckchen
2. Longerich
3. Mauenheim
4. Niehl
5. Nippes
6. Riehl
7. Weidenpesch